# José Geraldo Arcanjo
José Geraldo Arcanjo (Piritiba, 22 de março de 1970 – Salvador, 3 de março de 2024), conhecido apenas por Geraldo, foi um futebolista brasileiro que atuava como goleiro.

## Carreira
Revelado pelo Galícia, Geraldo jogou pelo Granadeiro até 1995 e suas atuações chamaram a atenção do Mogi Mirim, que o contratou em 1996. 
Deixou o Sapão em 1997 para defender o Sampaio Corrêa, tendo atuado na campanha do título da Série C no mesmo ano. Jogou ainda por Londrina e Noroeste, onde chegou a marcar um gol no quadrangular final do Campeonato Paulista da Série A2 de 1998, contra o América de São José do Rio Preto.
O goleiro ainda vestiria as camisas de Olímpia, Atlético Sorocaba, CRB e Corinthians Alagoano, onde encerrou a carreira em 2005.

## Vida pessoal e morte
Após deixar os gramados, o ex-goleiro voltou para Piritiba, onde era conhecido como Zé Balão e possuía uma fazenda. Seu filho, Lucas Arcanjo, também atua como goleiro e, assim como Geraldo, foi revelado pelo Galícia, em 2015.
Em 3 de março de 2024, Geraldo passou mal após um ataque cardíaco e foi transferido para Salvador, onde chegou a ser operado, mas não resistiu e faleceu aos 53 anos. Antes do jogo contra o Itabuna, pelo Campeonato Baiano, Lucas Arcanjo foi liberado para acompanhar a situação de seu pai e foi substituído por Muriel em 2 partidas.

## Títulos
Sampaio Corrêa
- Campeonato Brasileiro Série C: 1997